# Johan Strøm
Johan Niels Alexander Strøm (21. december 1898 i Vejgaard ved Aalborg – 11. december 1958 i Aalborg) var en dansk politiker (Socialdemokraterne) og socialminister.
Johan Strøm var søn af graver Alexander Emanuel Strøm og hustru Marie, født Jørgensen fra Klitmøller i Thy. Han var bydreng 1913-17: arbejder ved Aalborg Skibsværft 1917-28, uddannelse på Aalborg tekniske skole, tillidsmand for skibsværftsarbejderne 1924-28, formand for Fabriksarbejdernes Fagforening i Aalborg 1928-32 og for Arbejdernes Fællesorganisation i Aalborg 1930-32; medlem af Folketinget (Socialdemokratiet, Aalborg østre kreds) fra 1932, sekretær i Folketinget 1935-47, medlem af det af Statsministeriet nedsatte produktions- og råstofudvalg af 1937, medlem af tilsynsrådet for Aalborg Bys og Omegns Sparekasse 1938-47, formand for Arbejds- og Socialministeriets ungdomsudvalg 1939-47, medlem af bestyrelsen for den socialdemokratiske folketingsgruppe, af Socialdemokratiets forretningsudvalg fra 1945 og af Forsvarskommissionen af 1946, socialminister i det første ministerium Hedtoft 1947-50, arbejds- og socialminister i det andet ministerium Hedtoft 1953, socialminister samme år fra 1955 til 1957 i regeringen H.C. Hansen I.